# Corallimorpharia
Ordre
Les Corallimorpharia sont un ordre de cnidaires (animaux relativement simples, spécifiques du milieu aquatique). Contrairement aux apparences, ce ne sont pas à proprement parler des coraux ni des anémones.

## Description et caractéristiques
Ce sont des cnidaires essentiellement tropicaux, constitués d'un pédoncule étroit débouchant sur un large disque oral. Les tentacules sont en général courts voire très courts, arrangés en rangées rayonnant de la bouche. La plupart des espèces vivent en colonies, généralement clonales. À bien des égards, ils ressemblent aux coraux durs, mis à part l'absence d'un squelette calcaire.
Les corallimorphes se rencontrent dans une vaste gamme d'habitats marins et sont associés aux changements de phase dans les écosystèmes de coralliens, qui aboutissent à un passage d'un écosystème dominé par du corail dur vers un écosystème dominé par des coraux mous, par exemple. 
Comme les coraux, certains corallimorphes sont capables d'héberger des algues photosynthétiques dans leurs tissus pour compléter leur alimentation. 
Plusieurs espèces sont utilisées dans les aquariums récifaux pour leur belles couleurs et leur facilité d'entretien.
Enfin, il convient de ne pas confondre les corallimorphes avec un autre groupe de cnidaires très à part : les zoanthides (qui ont généralement moins de tentacules, plus longs, et pas sur le disque oral). 

## Liste des familles et genres
La systématique de ce groupe est encore très incertaine. 
Selon World Register of Marine Species (29 janvier 2021), cet ordre compte seulement 4 familles valides :
- famille Corallimorphidae Hertwig, 1882
  - genre Corallimorphus Moseley, 1877 — 6 espèces
  - genre Corynactis Allman, 1846 — 16 espèces
  - genre Pseudocorynactis den Hartog, 1980 — 1 espèce
- famille Discosomidae Verrill, 1869
  - genre Amplexidiscus Dunn & Hamner, 1980 — 1 espèce
  - genre Discosoma Rüppell & Leuckart, 1828 — 11 espèces
  - genre Metarhodactis Carlgren, 1943 — 1 espèce
  - genre Platyzoanthus Saville-Kent, 1893 — 1 espèce
  - genre Rhodactis Milne Edwards & Haime, 1851 — 7 espèces
- famille Ricordeidae Watzl, 1922
  - genre Ricordea — 2 espèces
- famille Sideractiidae
  - genre Nectactis Gravier, 1918 — 1 espèce
  - genre Sideractis — 1 espèce

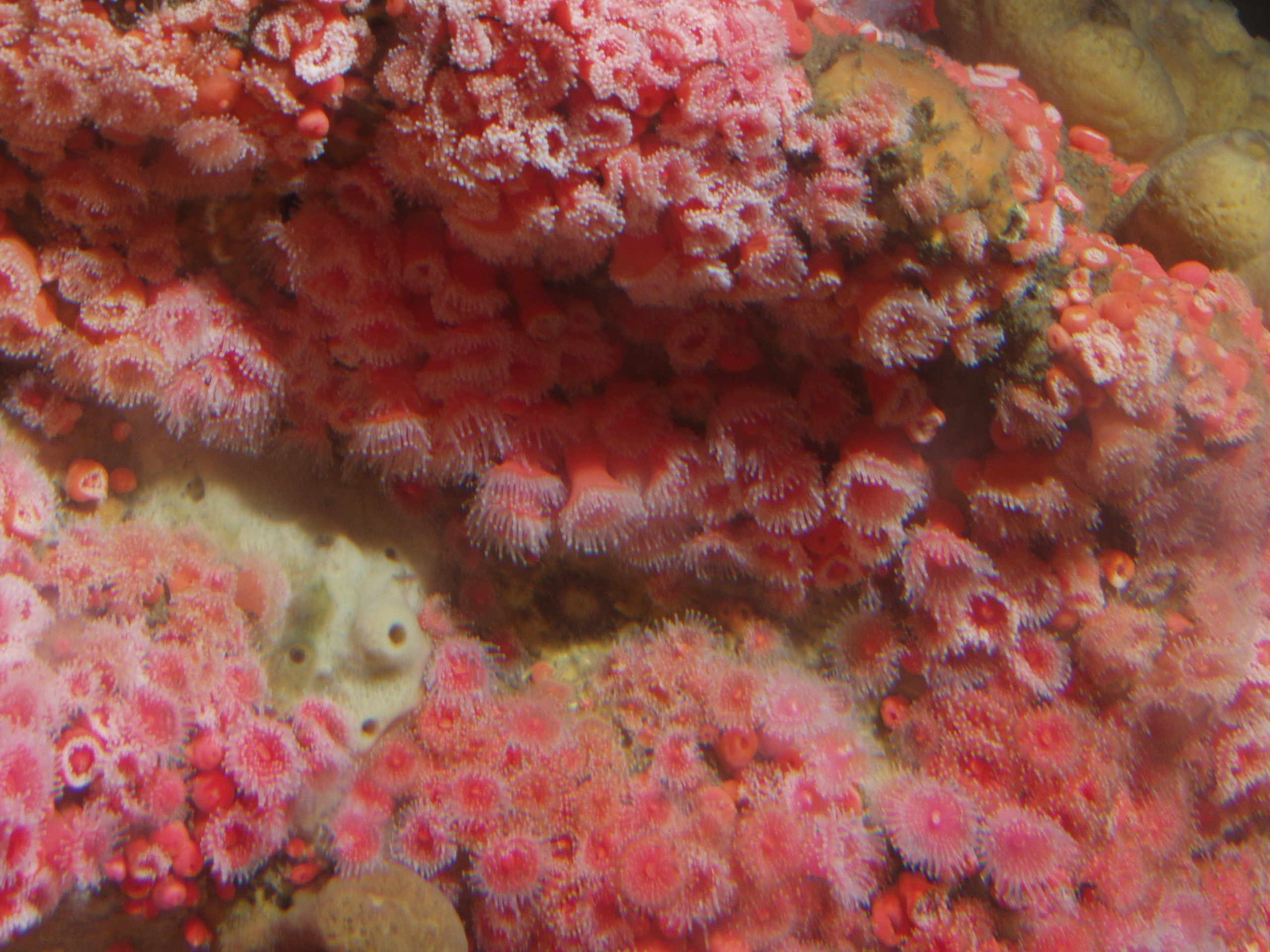
Corynactis californica
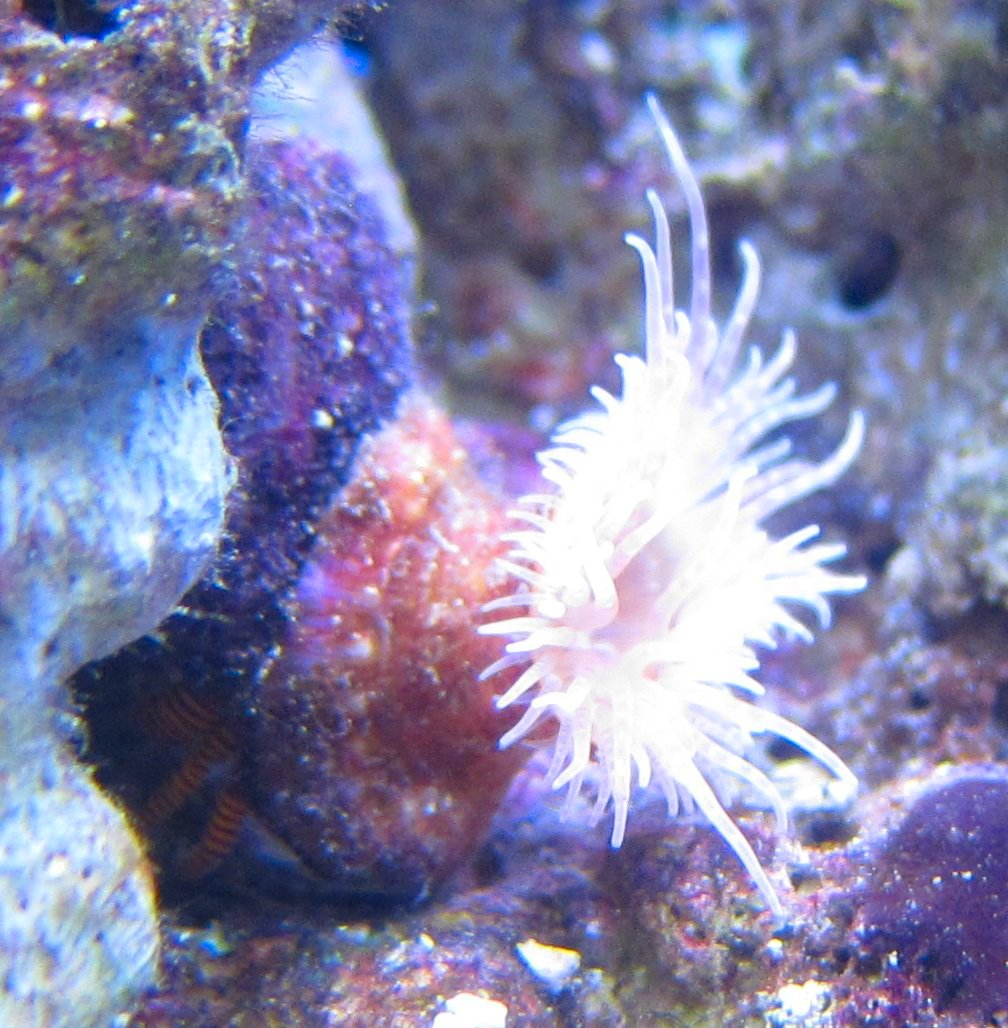
Pseudocorynactis sp.
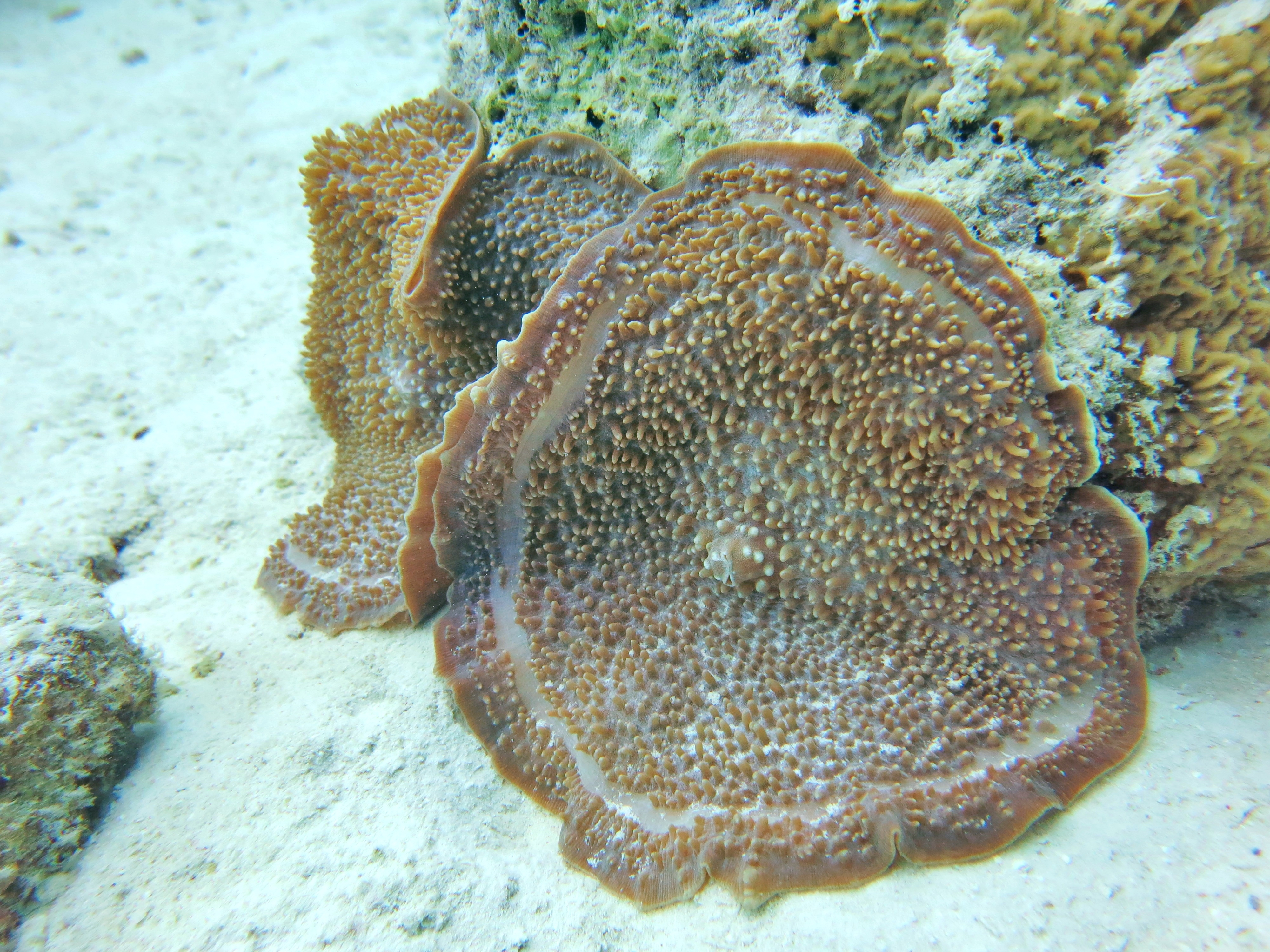
Amplexidiscus fenestrafer
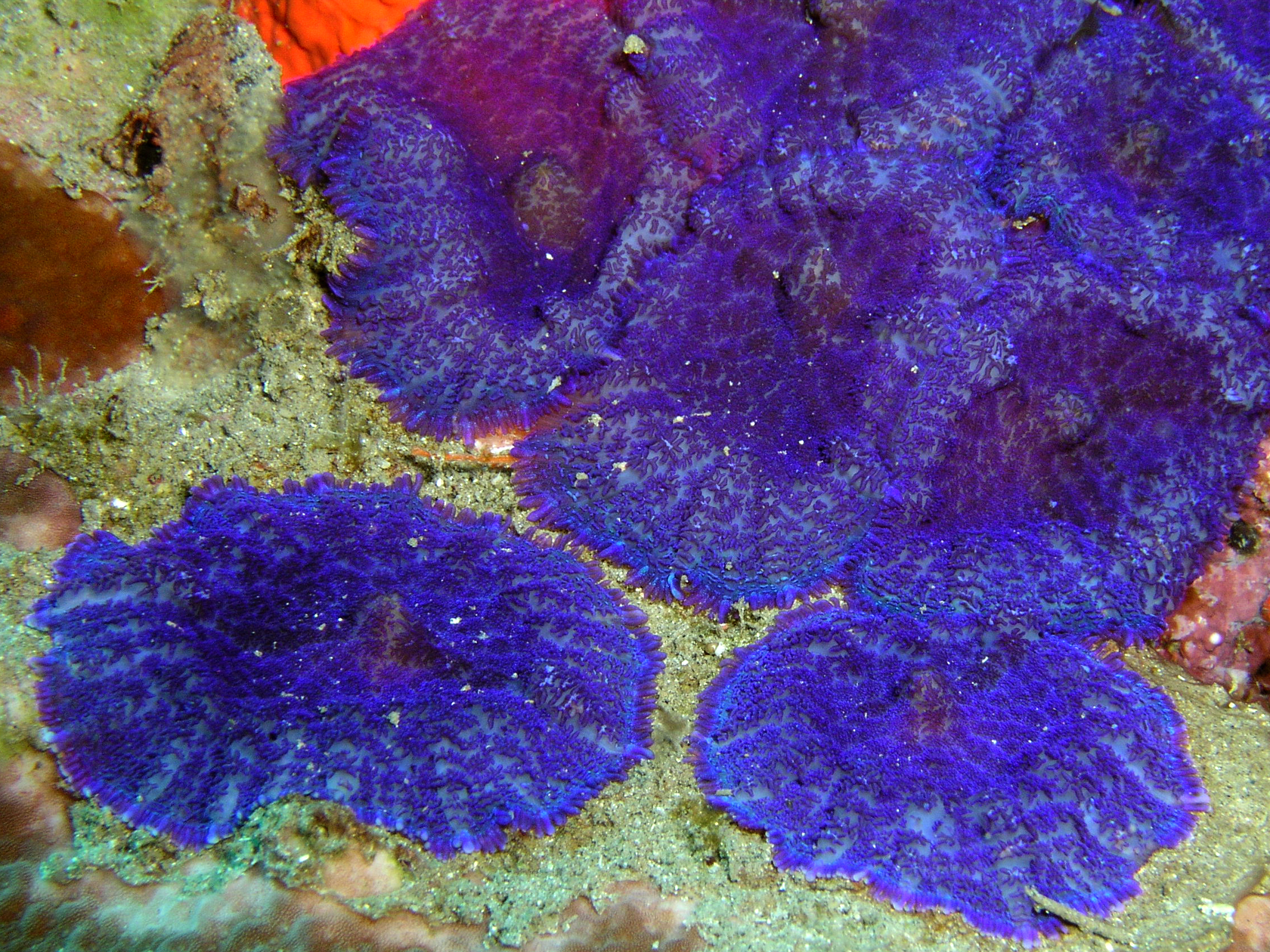
Discosoma sp.
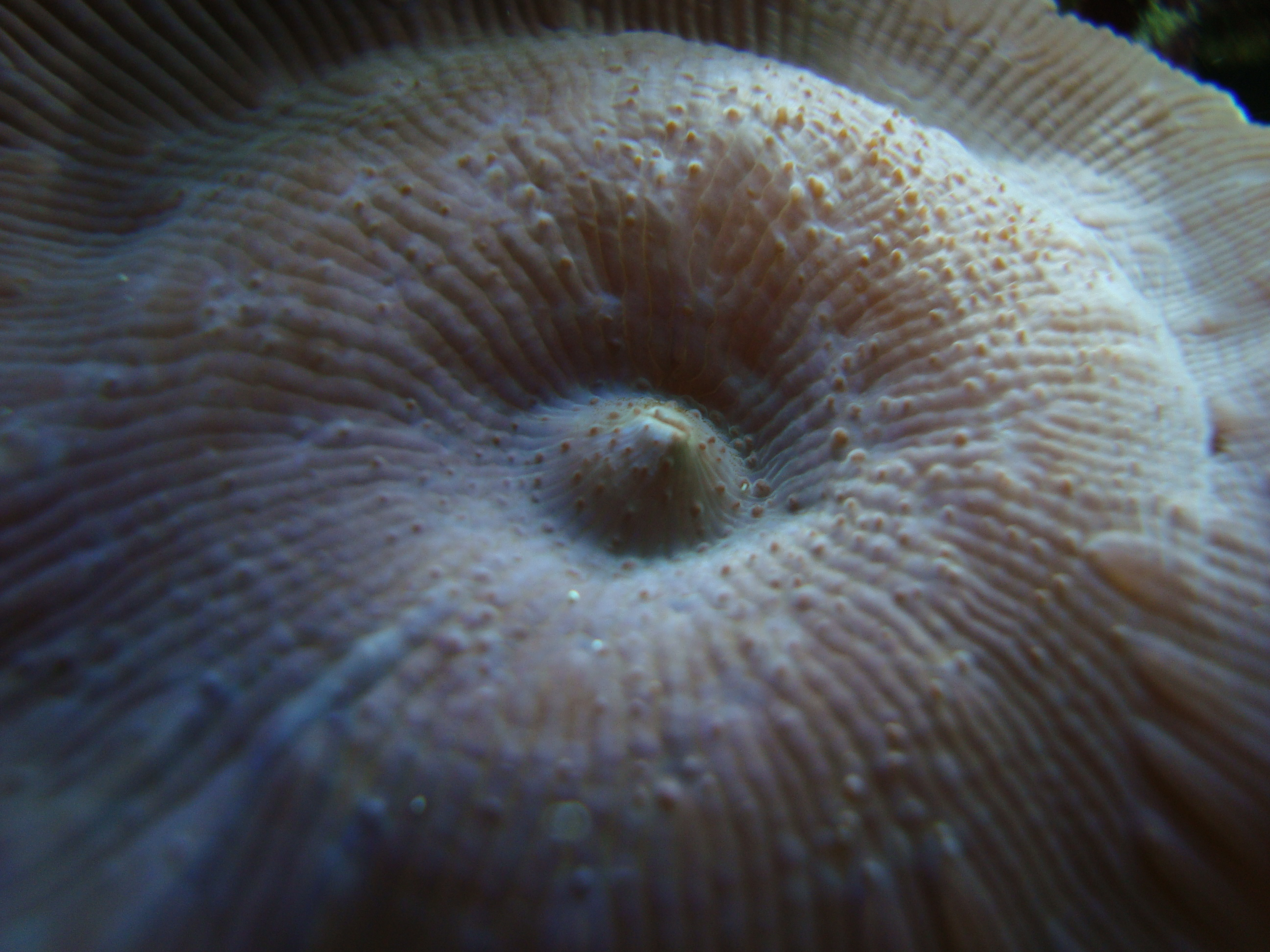
Discosoma sp. macrophoto
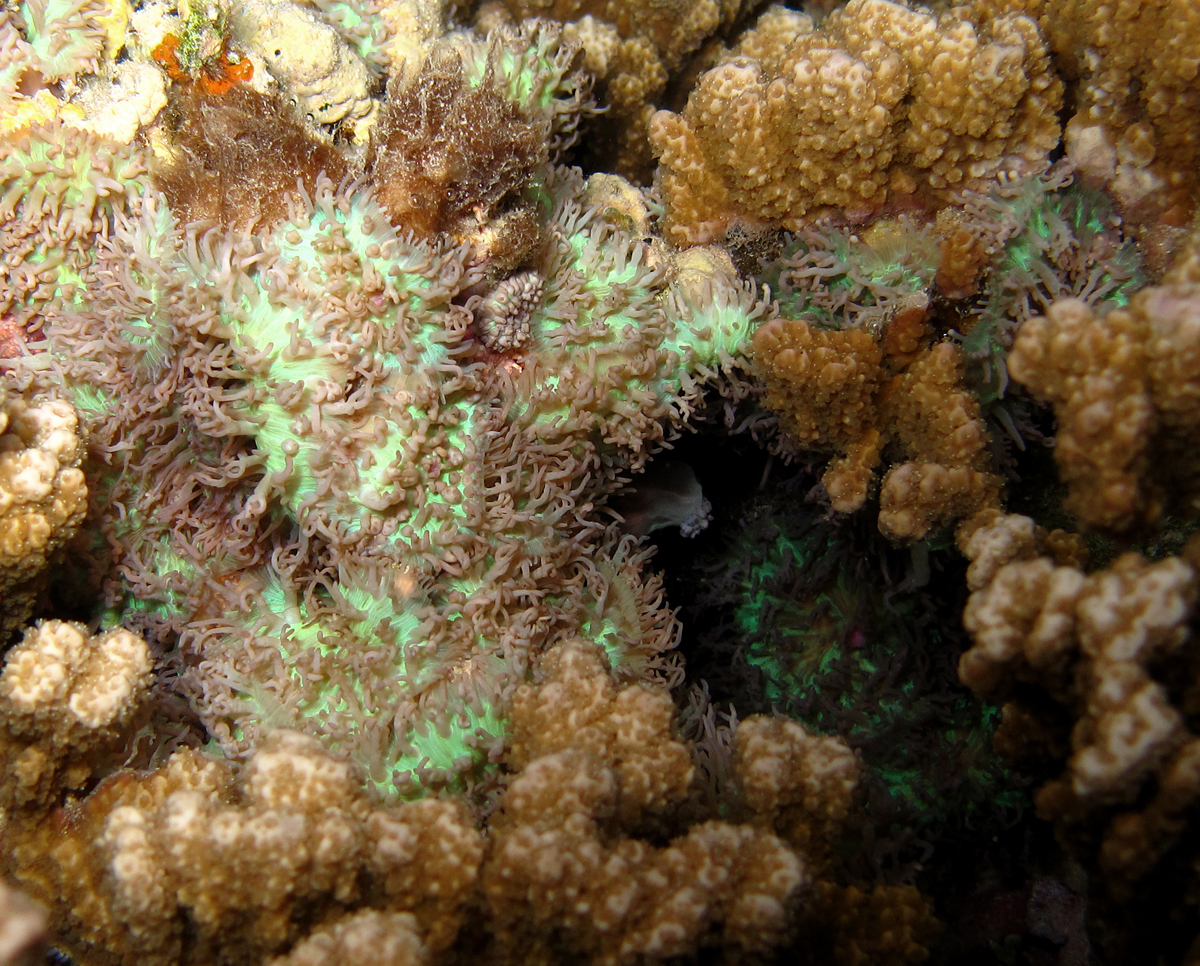
Rhodactis rhodostoma
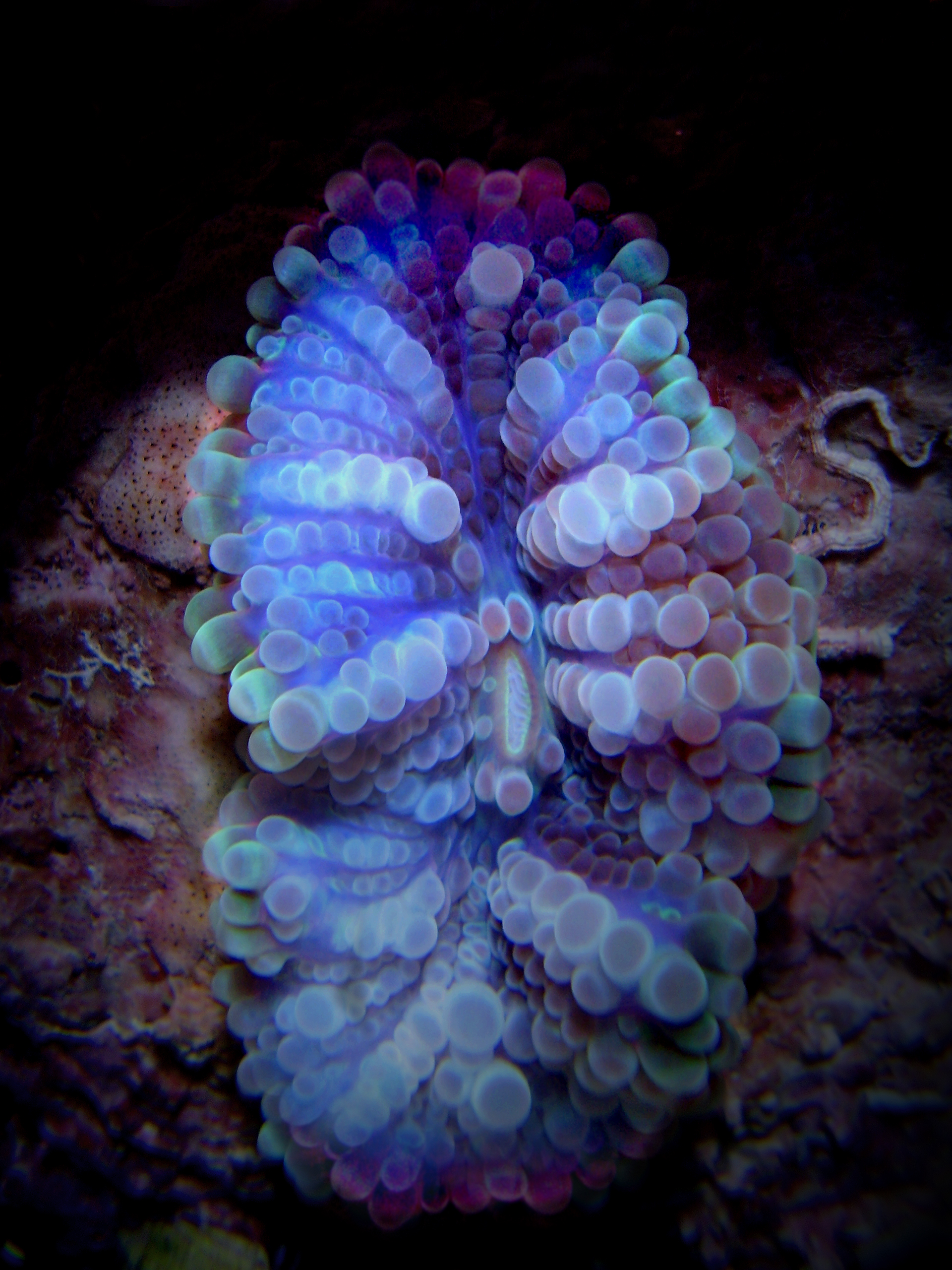
Ricordea yuma